# Oryctanthus cordifolius
Oryctanthus cordifolius är en tvåhjärtbladig växtart som först beskrevs av Presl, och fick sitt nu gällande namn av Urban. Oryctanthus cordifolius ingår i släktet Oryctanthus och familjen Loranthaceae. Inga underarter finns listade i Catalogue of Life.